# Grafveld

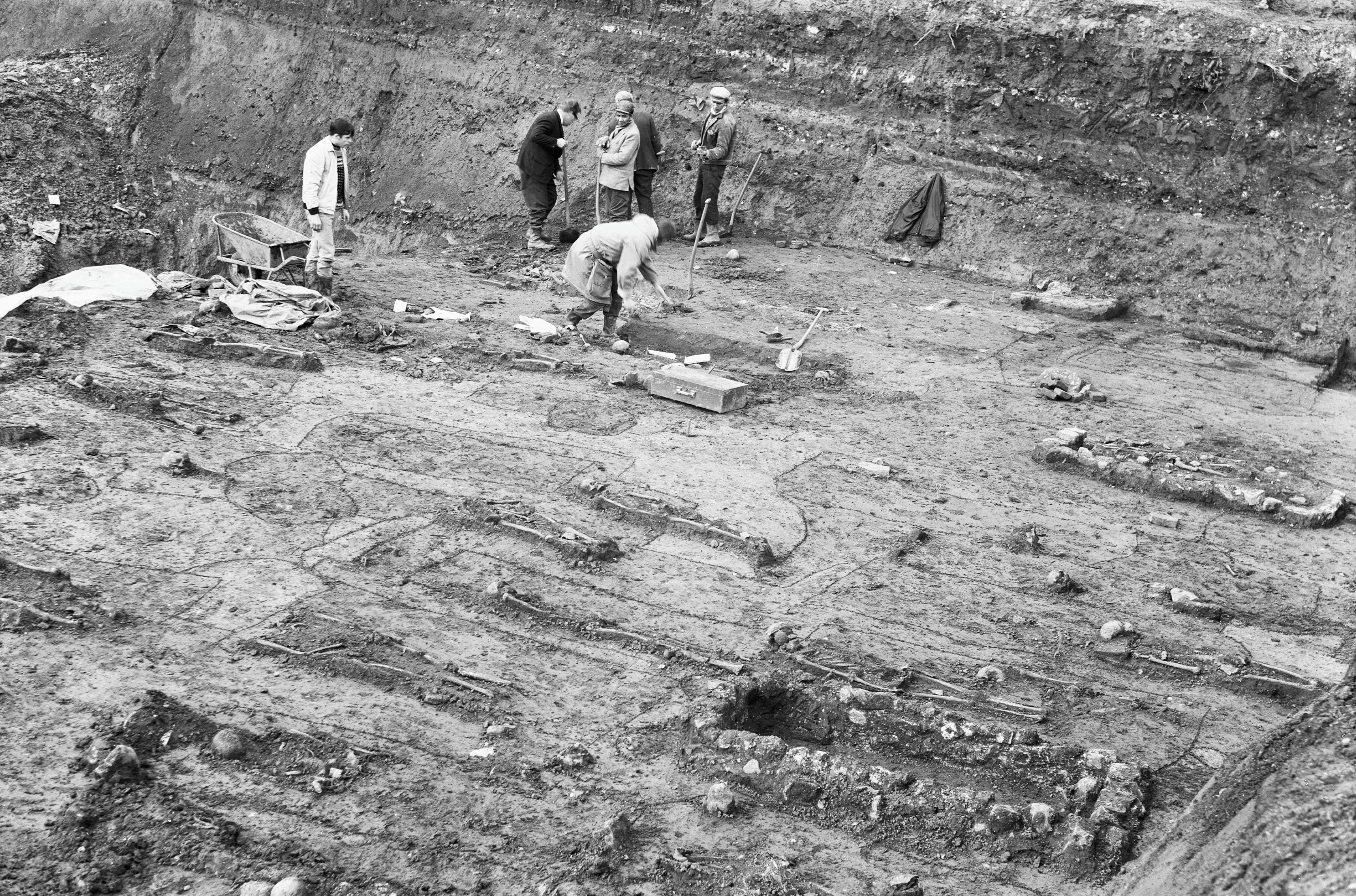
Opgravingen bij het Merovingisch grafveld bij Maastricht, Rijksdienst voor het Cultureel Erfgoed, 1970

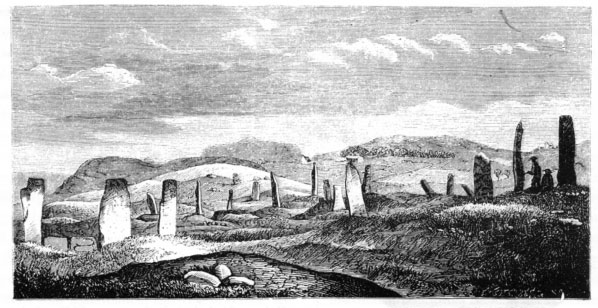
Afbeelding van het Greby gravfält, 1879

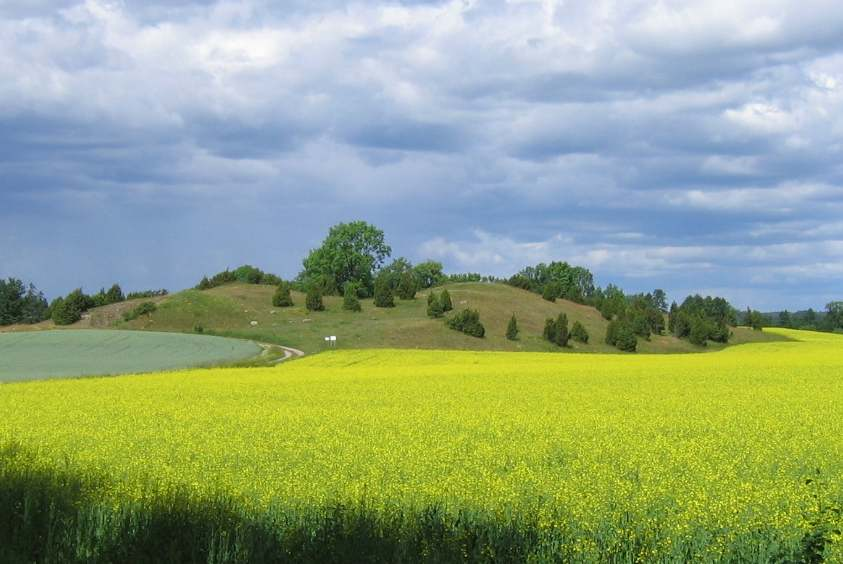
Het grafveld van Vallsgärde, 2007

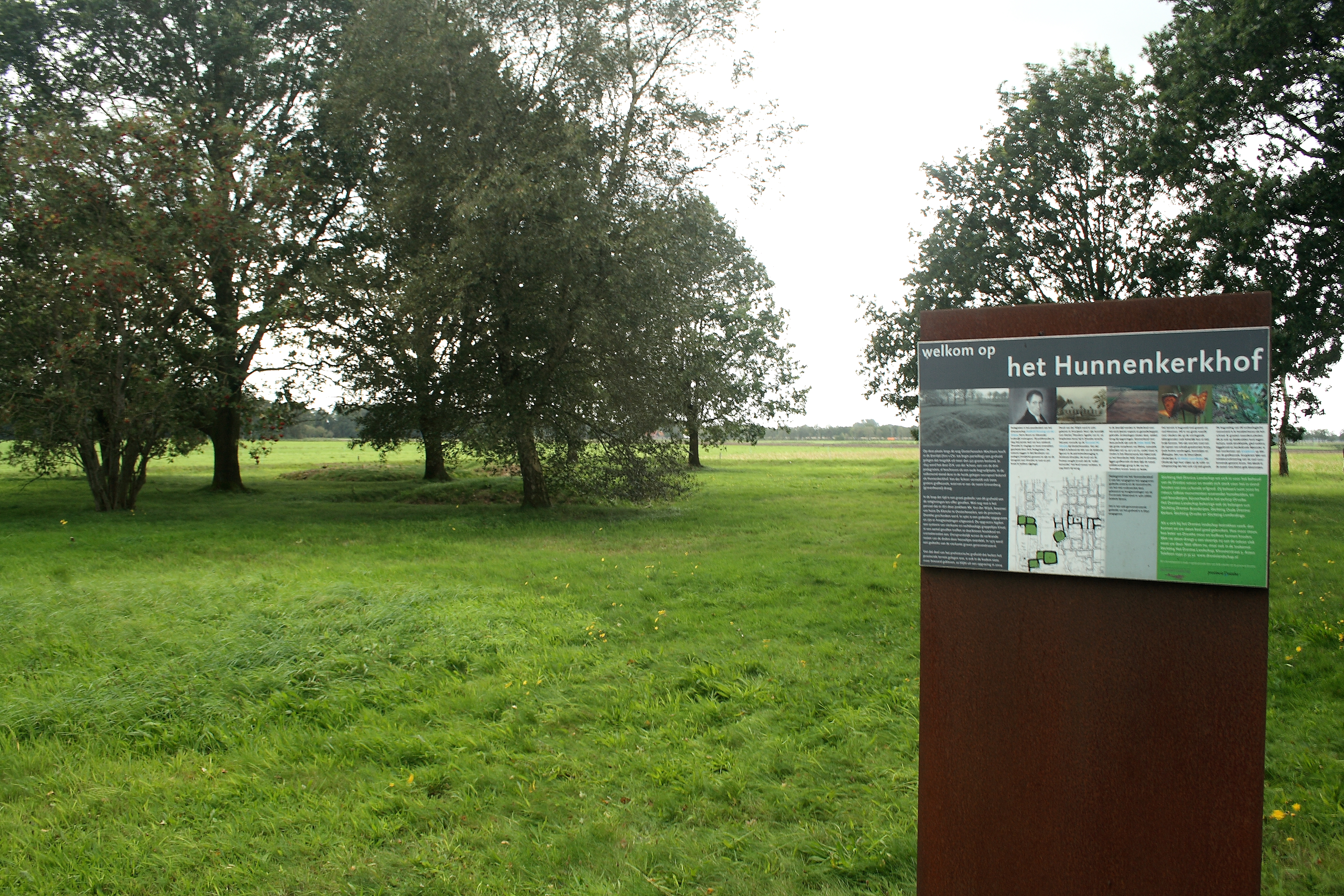
Het Hunnenkerkhof nabij Oosterhesselen, 2011

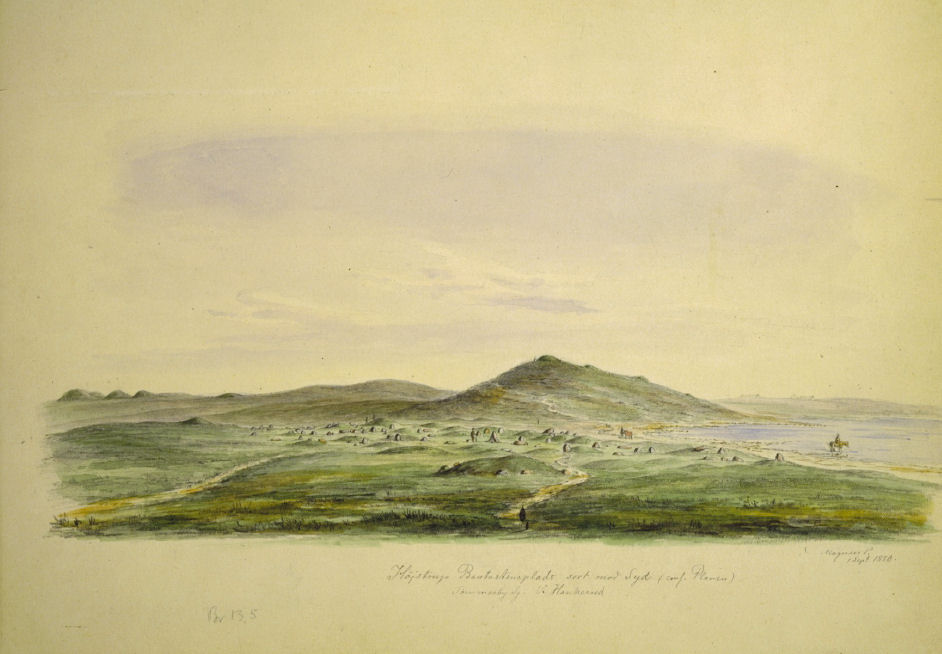
Bautastenplads in Højstrup, Julius Magnus Petersen, 1 september 1880

Een grafveld is een plaats waar menselijke resten zijn begraven.

## Soorten graven
Op een grafveld kunnen meerdere soorten graven voorkomen, zoals
- grafheuvels
- brandheuvels
- schachtgraven
- vlakgraven
- crematiegraven
- urnen (zie ook urnenveld)
- hurkgraven
- vorstengraven
- radgraven

## Grafmonumenten
Er zijn grafvelden met grafmonumenten, zoals:
- runenstenen
- megalieten, soms in de vorm van een schip
- menhirs, Bautasteine of Resta stenar
- steencirkels

## Voorbeelden
Voorbeelden van grafvelden zijn:
- Grafveld van Godlinze uit de vroege middeleeuwen. Soortgelijke grafvelden zijn binnen de provincie Groningen aangetroffen in de wierde De Bouwerd bij Ezinge en Bultvenne bij Termunten.
- Grafveld van Varna uit de kopertijd.
- Grafveld Het Heike uit de late bronstijd en vroege ijzertijd
- Vasserheide en Vassergrafveld
- Järvsta gravfält uit de Vikingtijd
- Sammallahdenmäki
- Greby gravfält
- Ekornavallen
- Gettlinge gravfält
- Vätteryds gravfält
- Trullhalsar gravfält
- Dalfsen; de opgravingen in 2015 kregen al vaak een titel als Het grootste trechterbekergrafveld van Noordwest-Europa of Het grootste grafveld van de hunebedbouwers van Noordwest-Europa.
- Zevenbergen (Bernheze)
- Grafheuvels Bosberg Swalmen
- Normanton Down Barrow Group
- Lindholm Høje
- Grafvelden bij Krefeld-Gellep, met 6 Vorstengraven
- Giersfeld

## Afbeeldingen

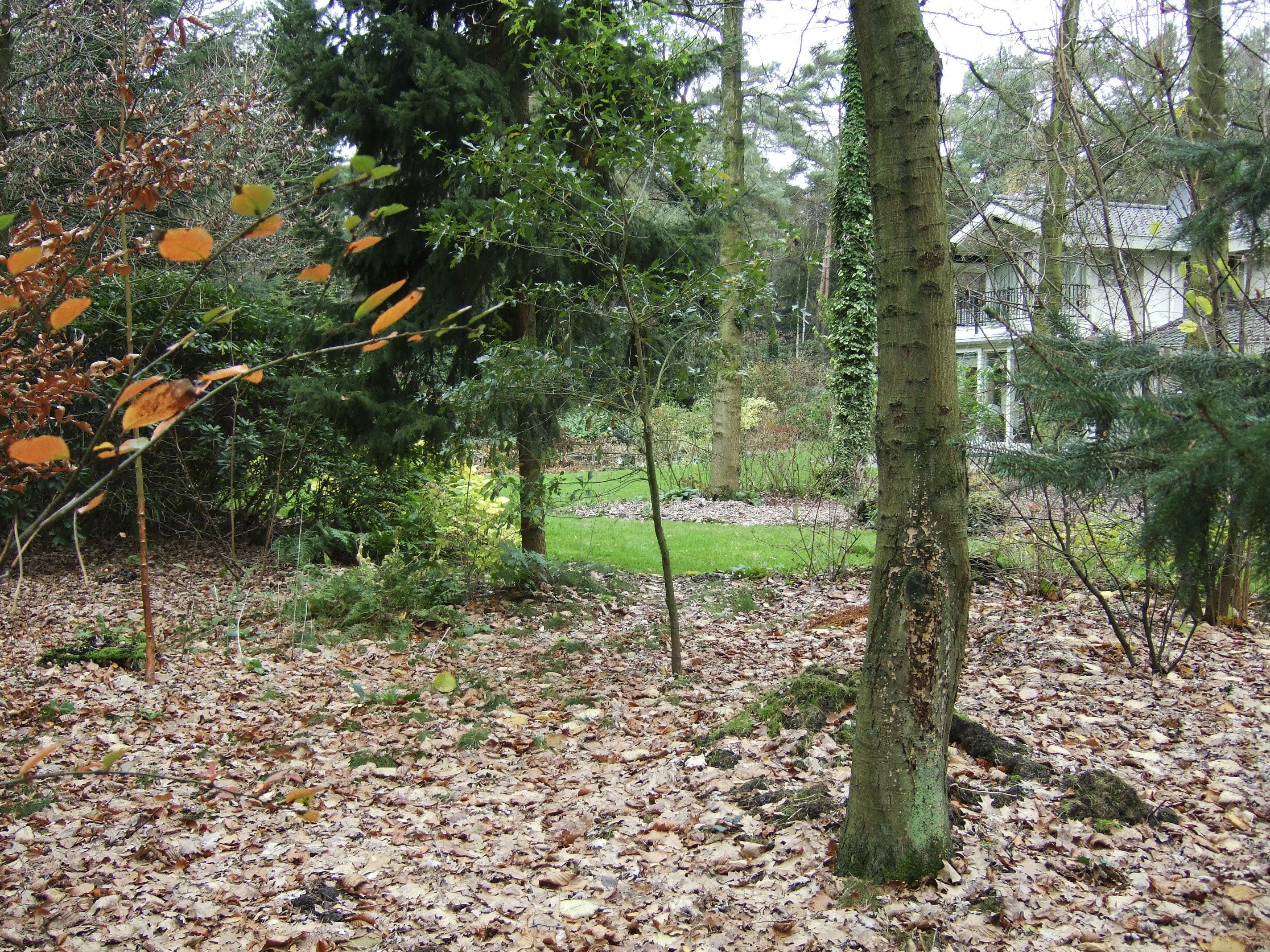
Vroegmiddeleeuws grafveld nabij een woning, Bergeijk, Rijksdienst voor het Cultureel Erfgoed, 2006
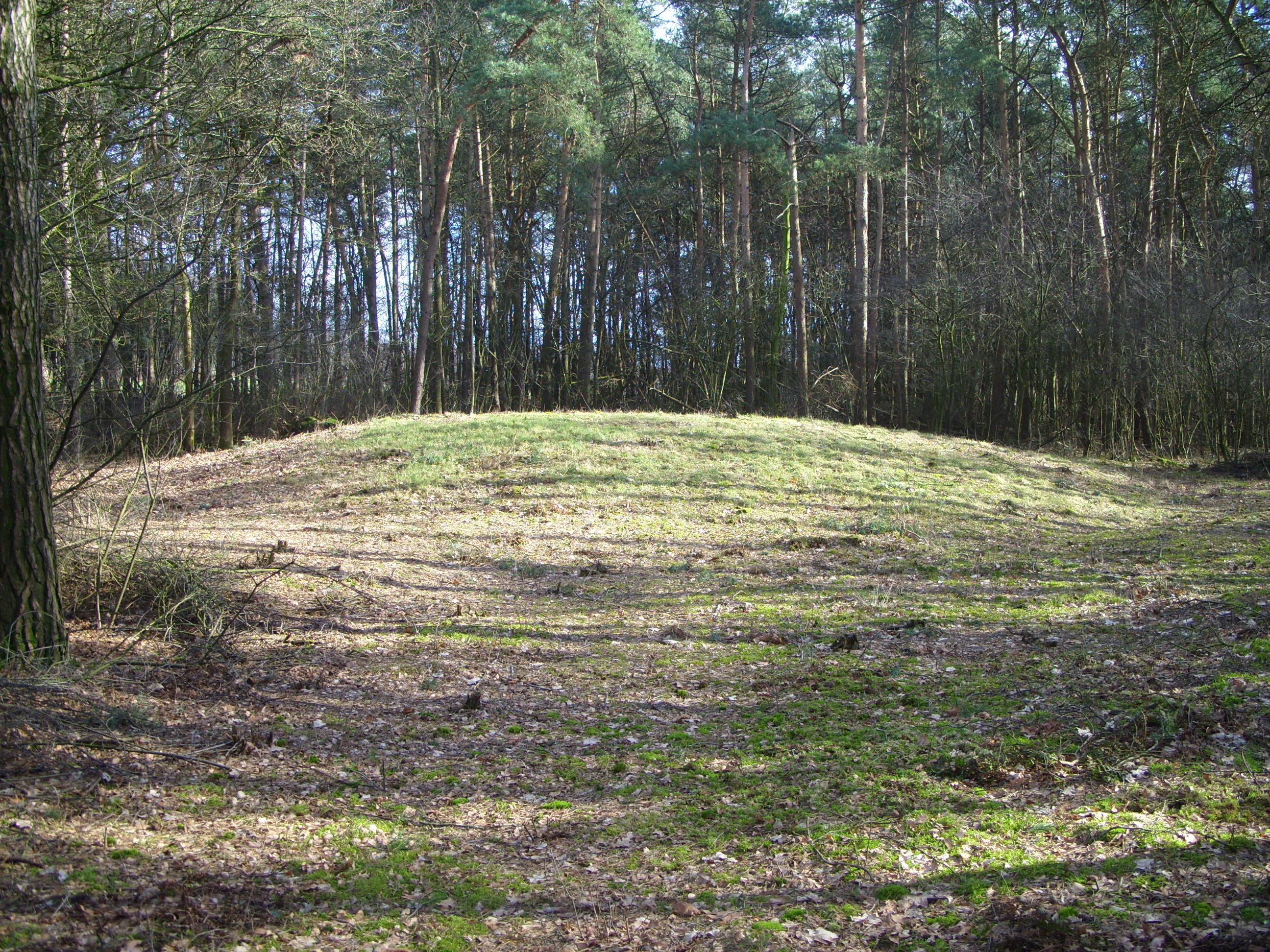
Gerestaureerde grafheuvel aan de Vasserheide en Vassergrafveld, 2012
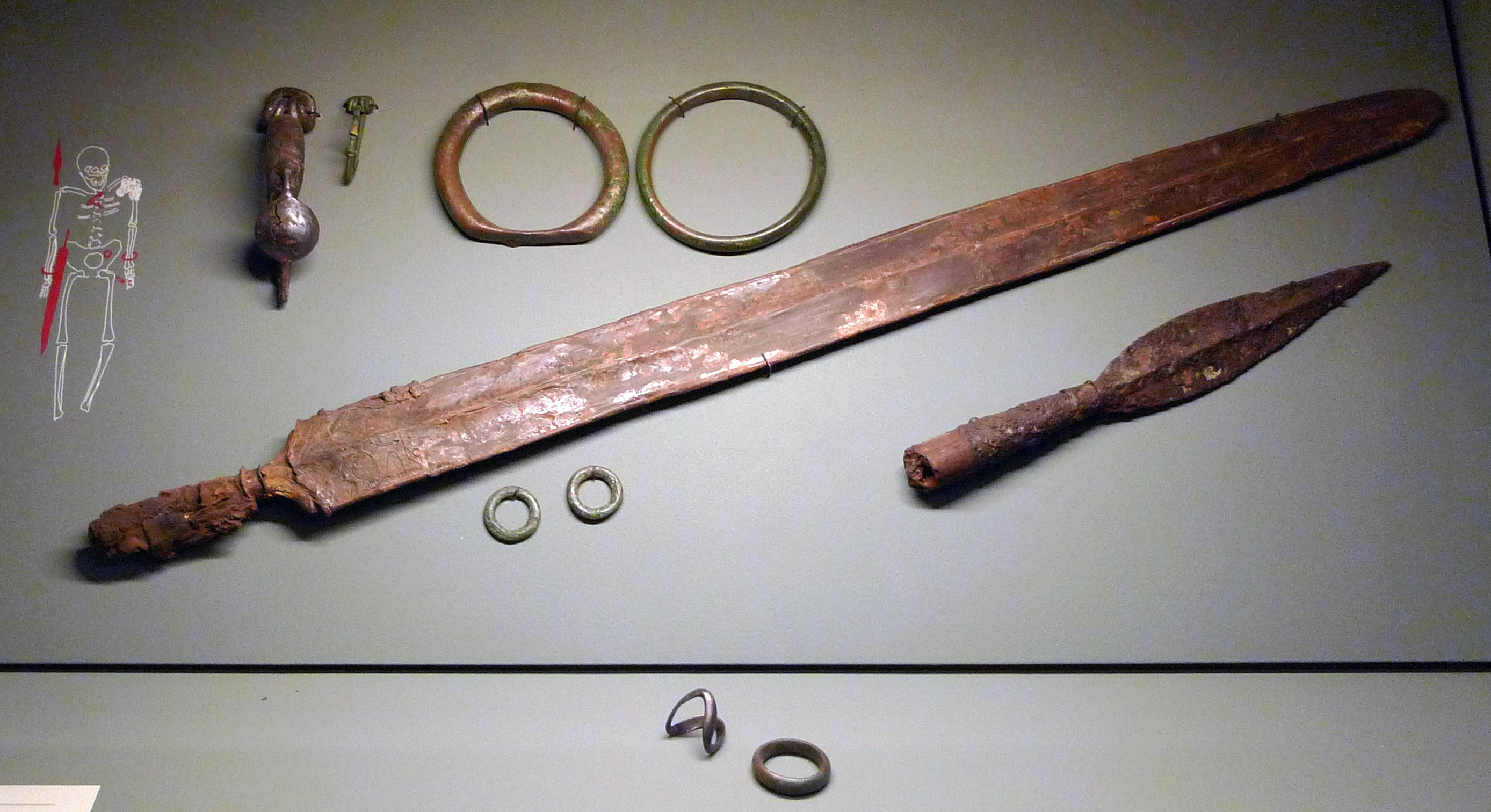
Grafgiften van een oude man in graf 138, Keltisch grafveld Münsingen-Rain bij Münsingen (Zwitserland)
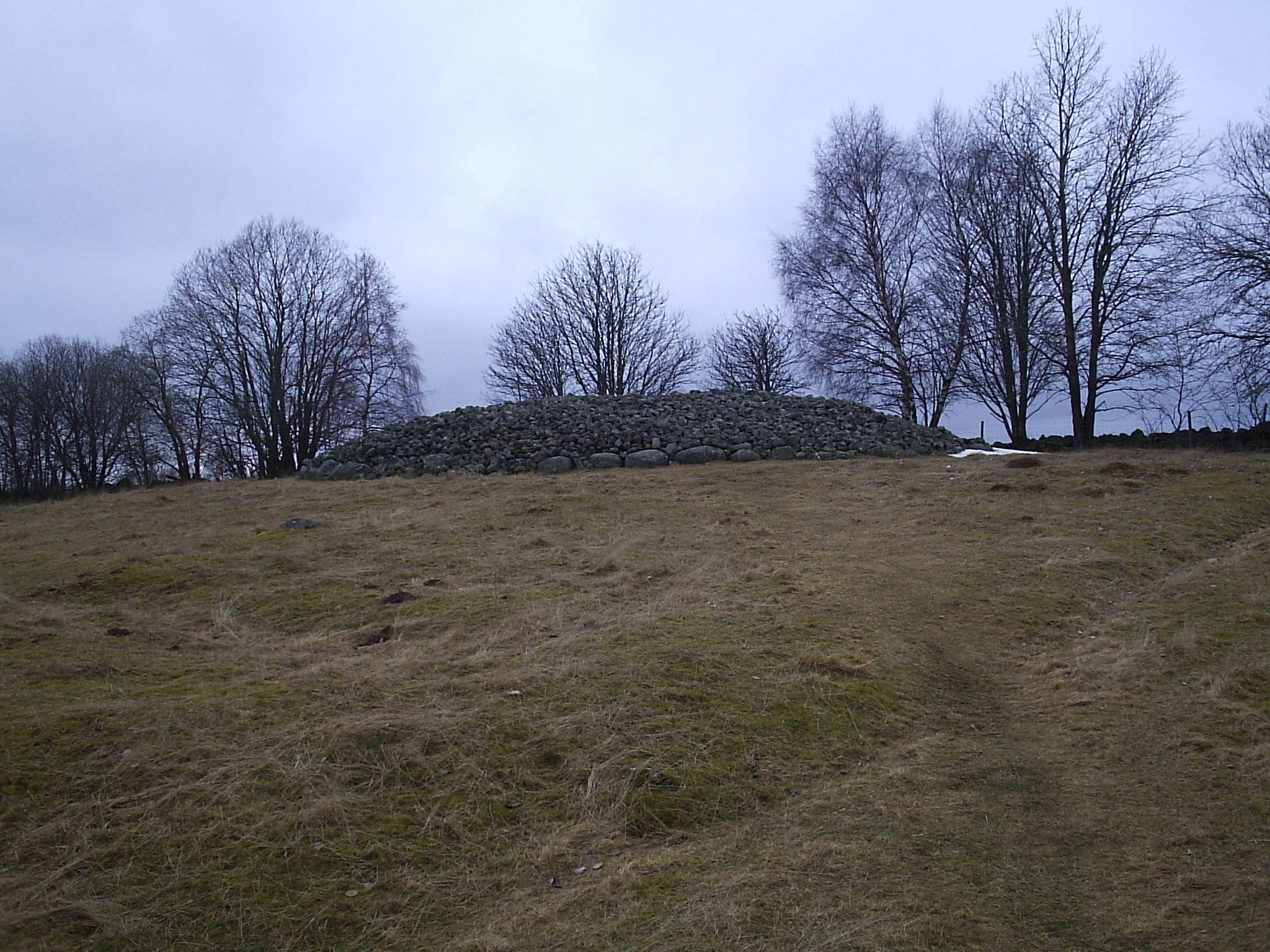
Ekornavallen, 2006
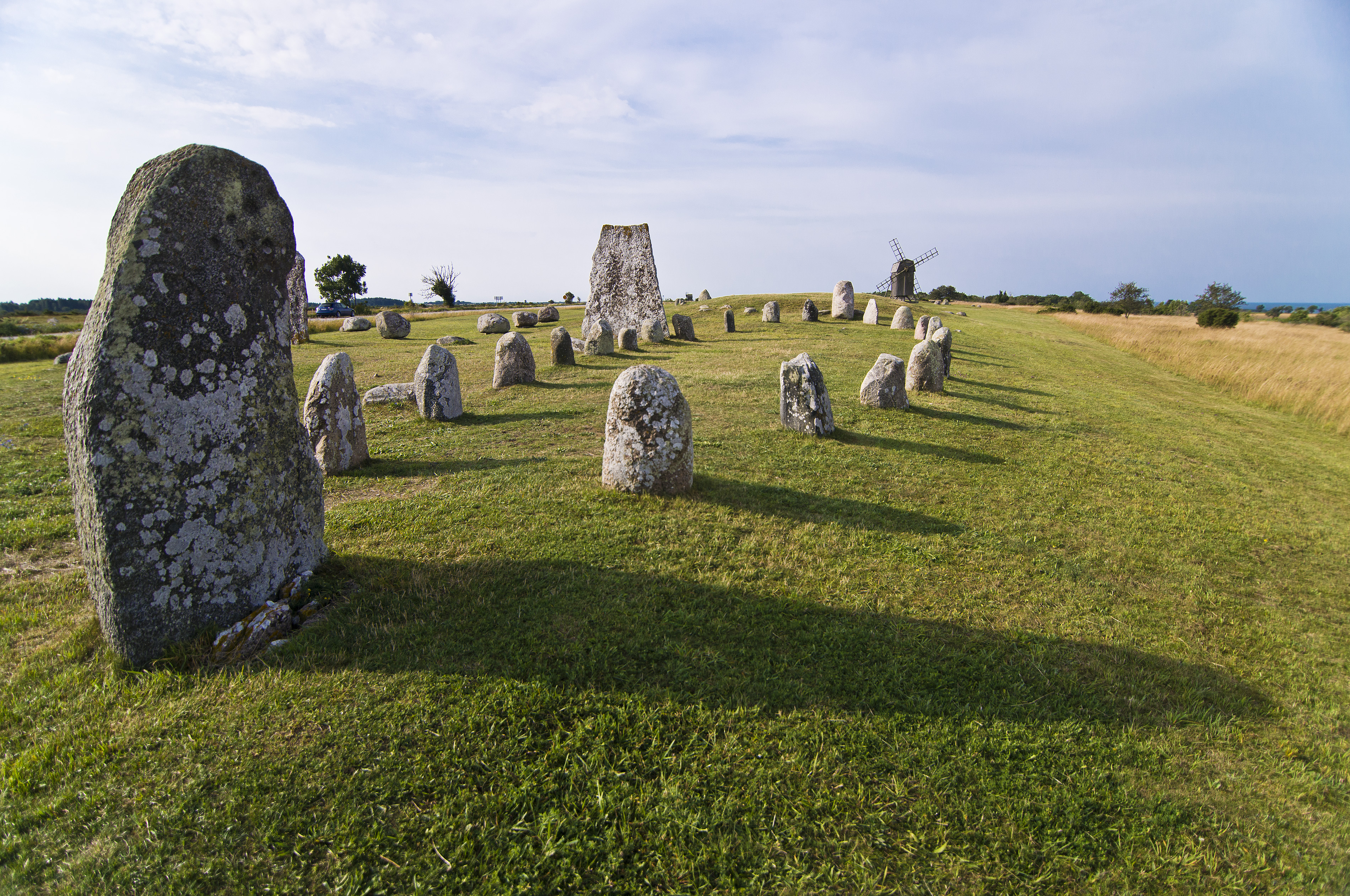
Gettlinge gravfält met megalieten in de vorm van een schip
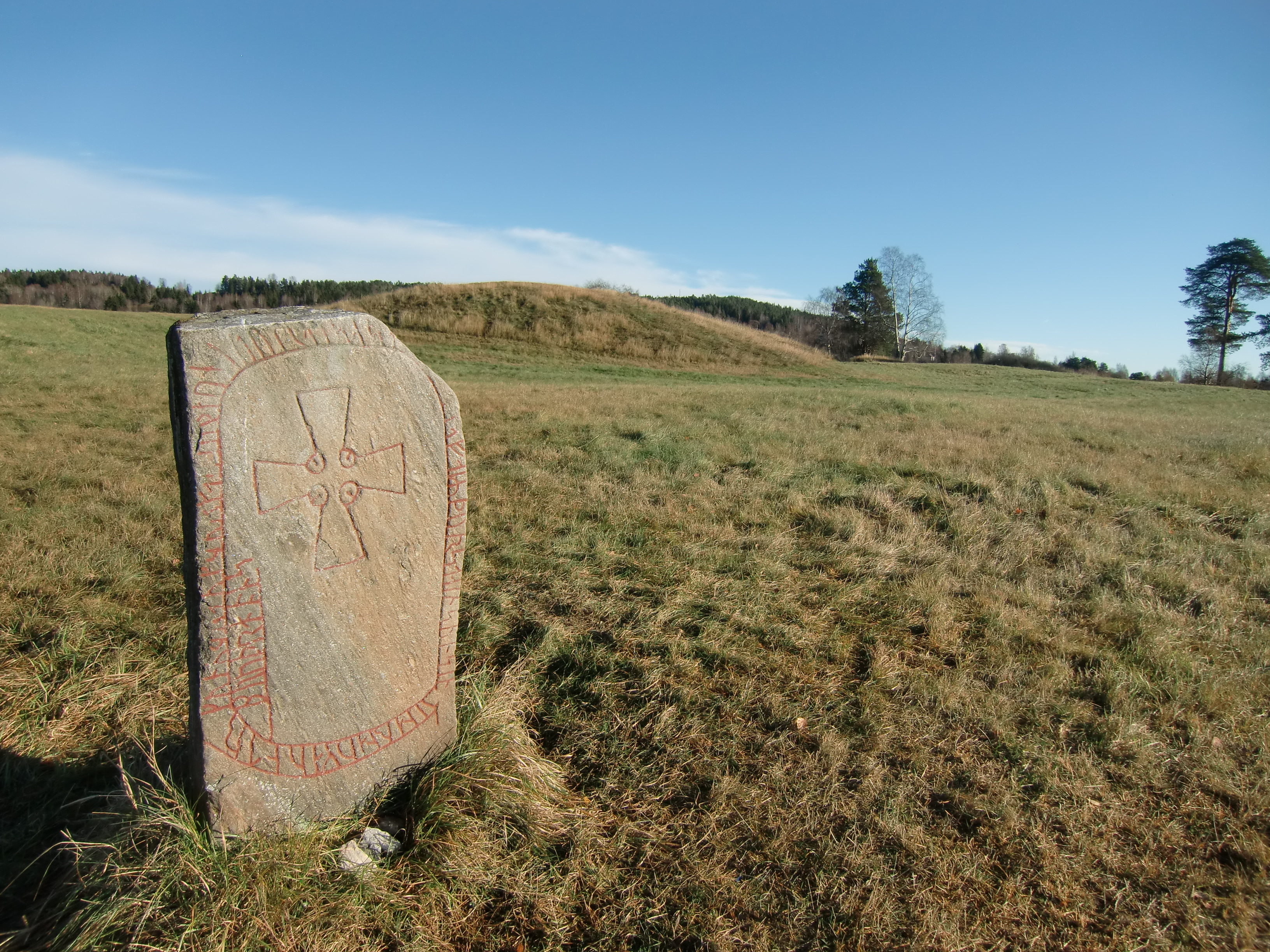
Een runensteen op Högom
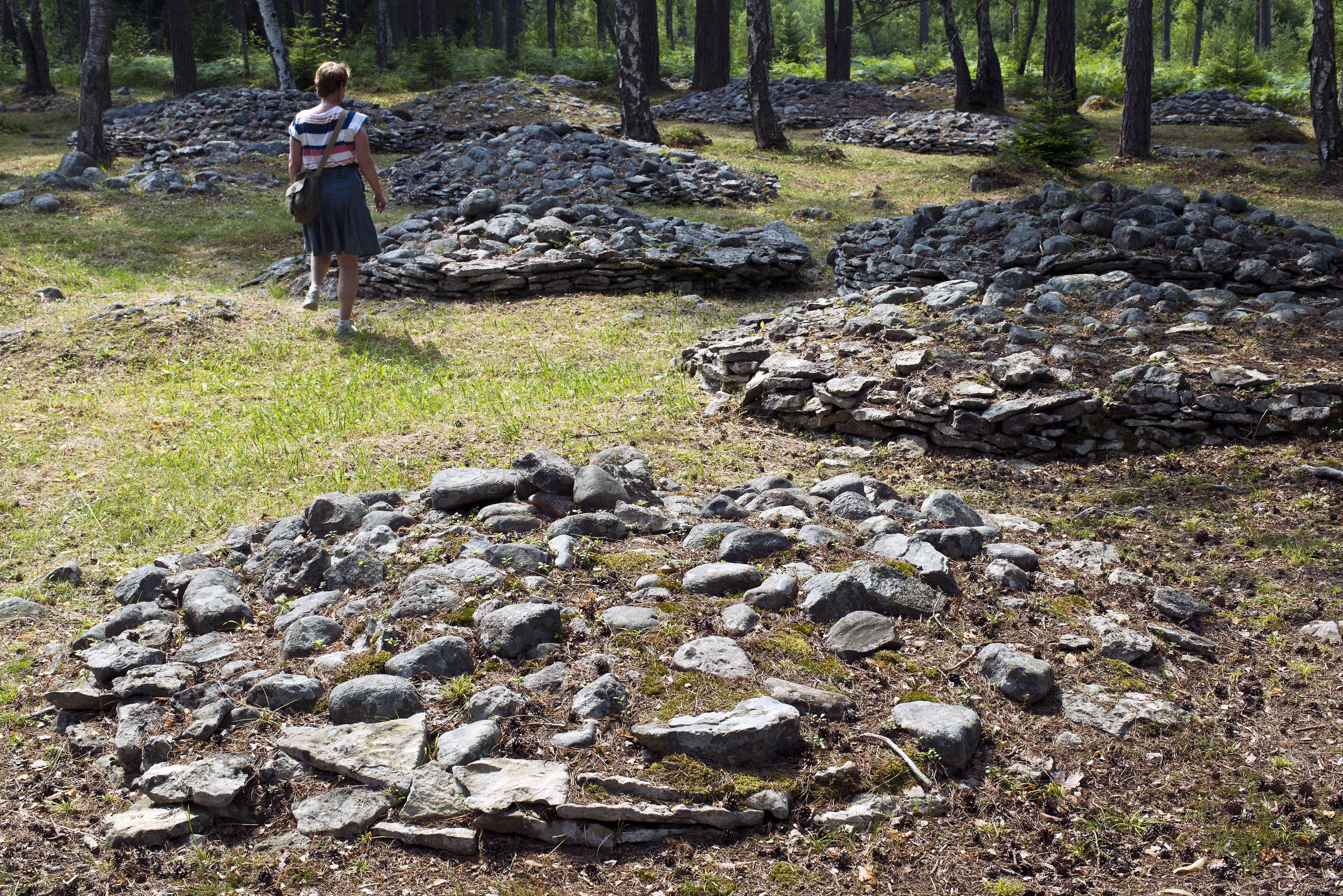
Trullhalsar gravfält
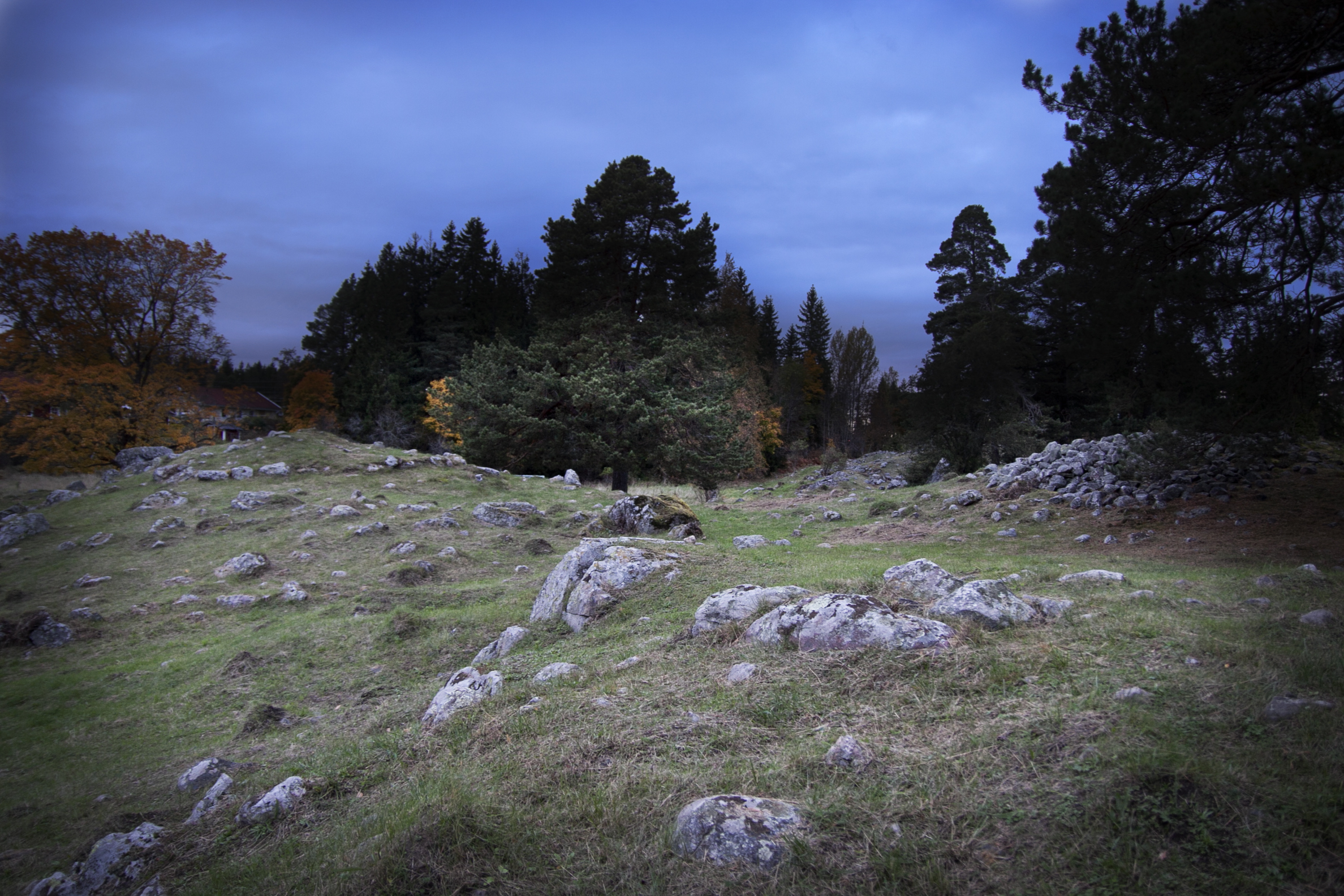
Järvsta gravfält
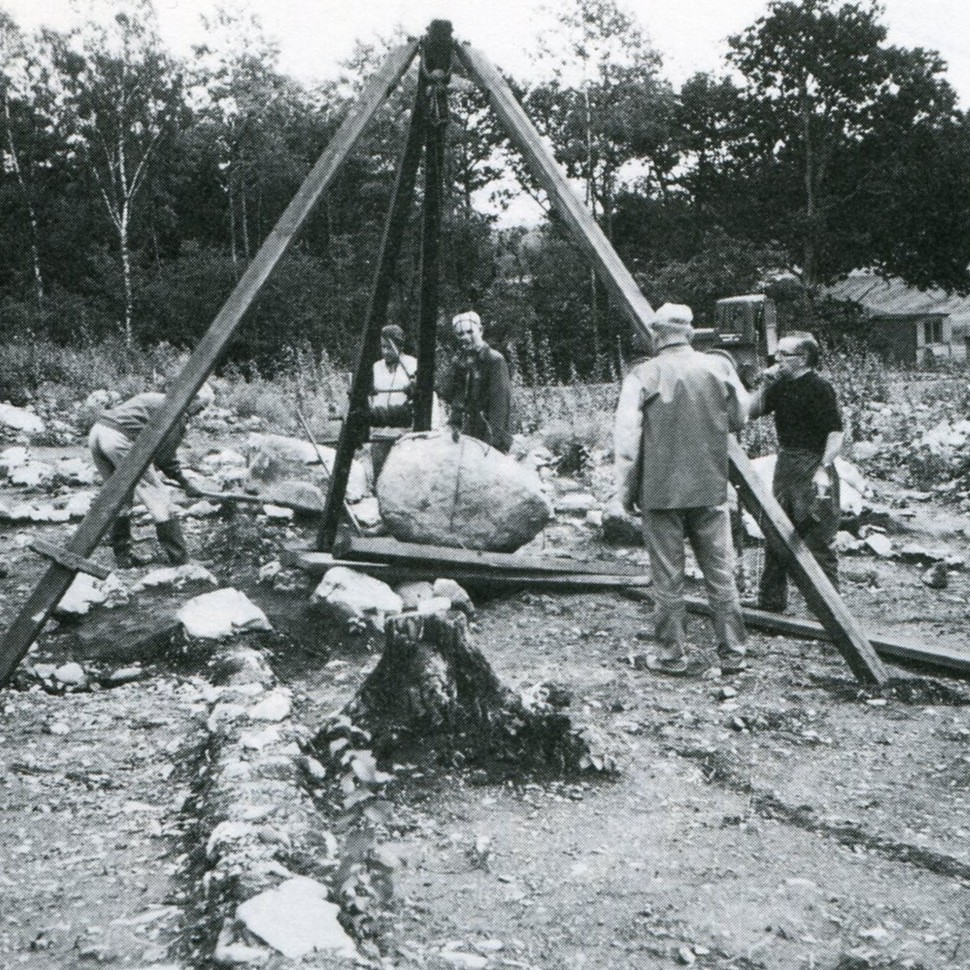
Onderzoek van het grafveld met steencirkel Domarringen i Skärholmen in 1966
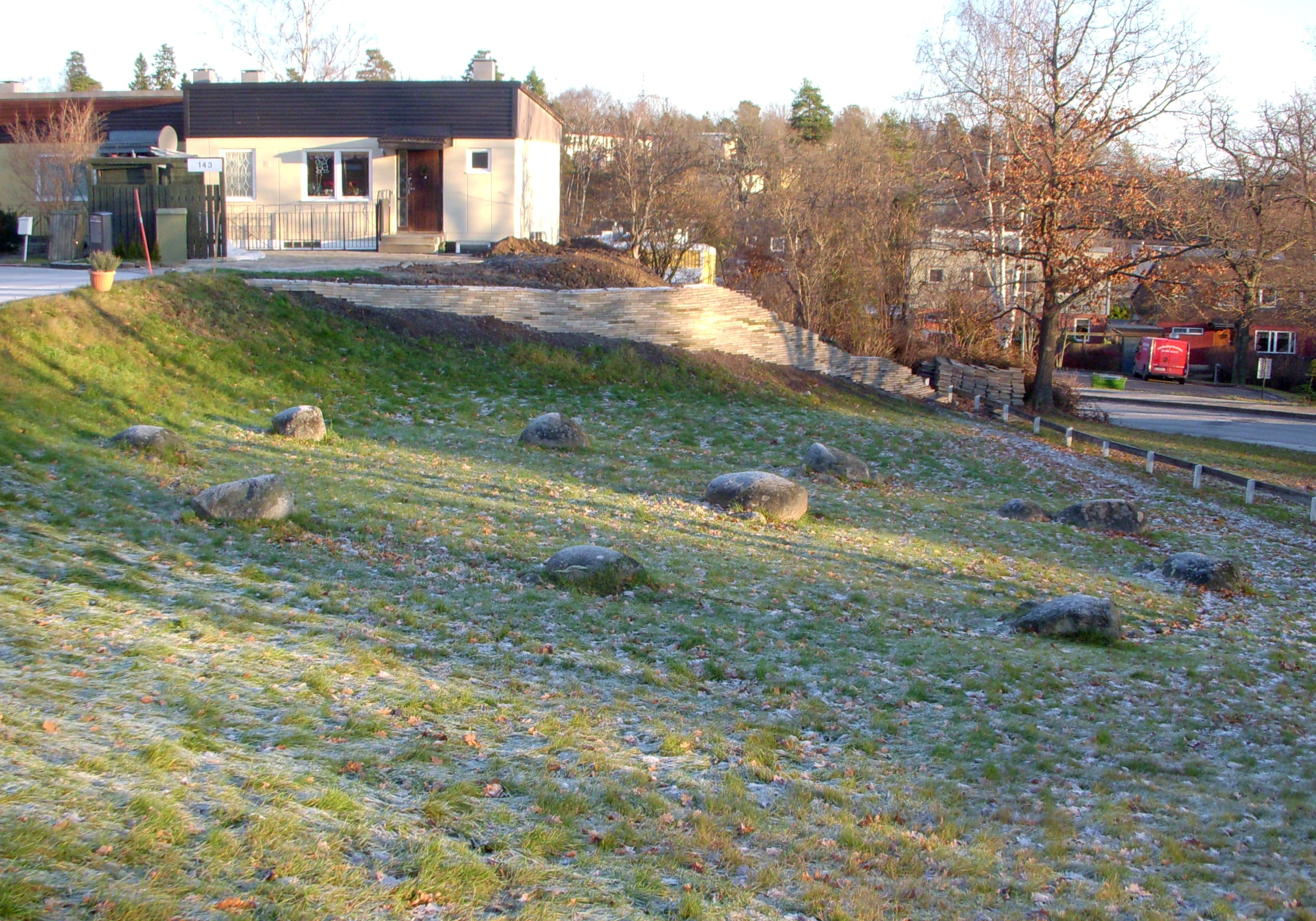
De steencirkel Domarringen i Skärholmen in 2011
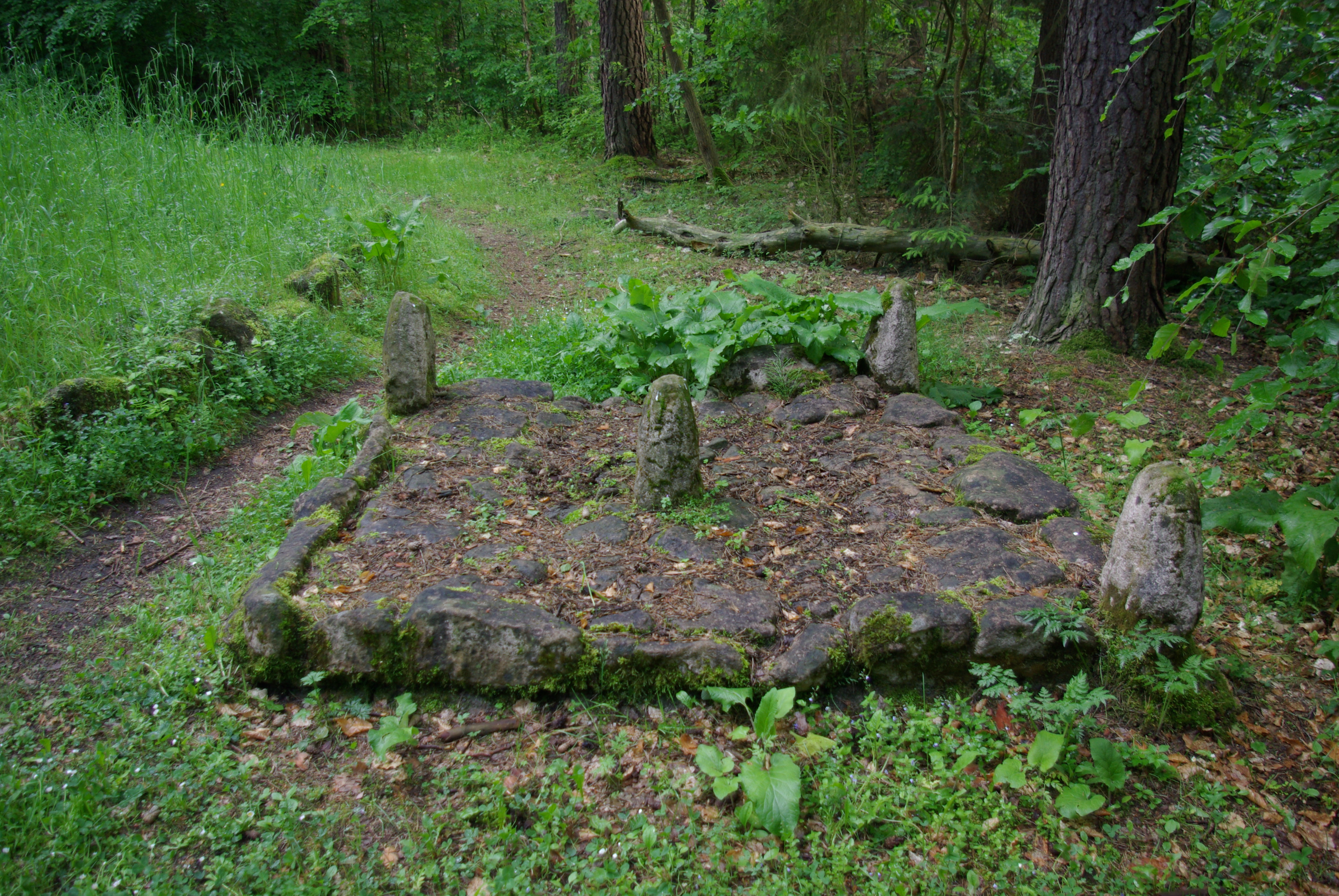
Het altaar van Kosbach is een (tot nu toe) unieke steenzetting op een grafveld, het stamt uit de late Hallstattcultuur (ca. 600 tot 500 v.Chr.)